# Mouvement national-catholique
Pour les articles homonymes, voir Mouvement national.

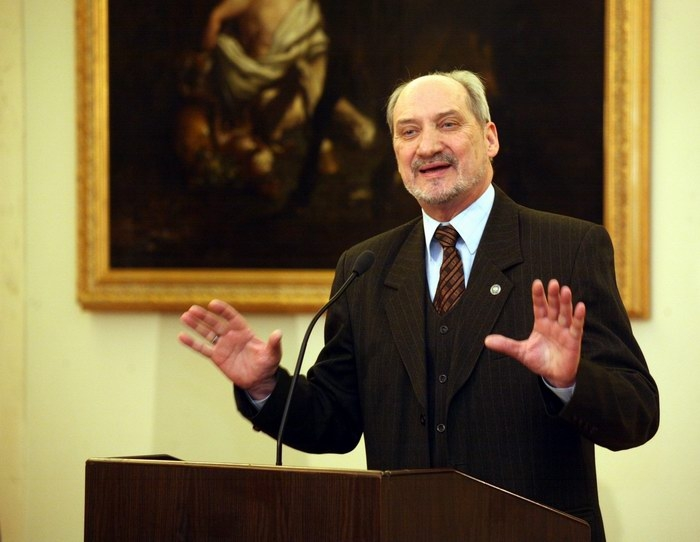
Antoni Macierewicz, chef du mouvement national-catholique

Le Mouvement national-catholique (en polonais : Ruch Katolicko-Narodowy) est un petit parti politique polonais nationaliste, antilibéral et catholique. Son leader est Antoni Macierewicz, vice-ministre de la défense, et ancien membre du Comité de défense des ouvriers (KOR).

## Histoire
5 députés de ce parti ont été élus en 2005 sur les listes de la Ligue des familles polonaises.